# Discographie de Mitchel Musso
Voici la discographie de l'acteur et chanteur Mitchel Musso. Son premier album studio, Mitchel Musso, est devenu numéro 19 sur le Billboard 200. Il a d'ailleurs chanté trois chansons dans la série dans laquelle il y a un second rôle, Hannah Montana et il a chanté la bande originale avec Doc Shaw pour la nouvelle série dans laquelle il est la nouvelle tête d'affiche, Pair of Kings. Son second album, Brainstorm, est sorti en 2010. À présent, Mitchel Musso n'a fait qu'une tournée.  

## Albums

### Albums studio
- 2009 : Mitchel Musso
- Sortie : 2 juin 2009
- Label : Walt Disney Records
- Position : numéro 19 sur le Billboard 200
- Dollars reçu aux États-Unis : 200,000 $

### Extended plays
- 2010 : Brainstorm
- Sortie : 22 novembre 2010
- Label : 717 Records

## Singles

### Par lui-même
- 2008 : "Lean On Me"
- 2009 : "The In Crowd"
- 2009 : "Hey
- 2010 : "Get Away"
- 2010 : "Got Your Heart"
- 2010 : "Celebrate"
- 2010 : "You Got Me"
- 2010 : "Just Go"
- 2010 : "Empty"
- 2010 : "Come Back My Love"
- 2010 : "Open the Door"

### Guest-stars
- 2008 : "If I didn't have you" (avec Emily Osment)
- 2009 : "Let It Go" (avec Tiffany Thornton pour le film Un costume pour deux)
- 2009 : "The Girl Cant Help It" (Disney Channel Playist)
- 2009 : Let's make this last 4ever (Hannah Montana 3)
- 2009 : Let's Do This (reprise) (Hannah Montana 3)
- 2009 : Welcome to Hollywood (Starstruck et Hannah Montana 3)
- 2009 : "Every Little Thing She Does Is Magic (Les Sorciers de Waverly Place)
- 2009 : "Jingle Bell Rock" (A Very Special Christmas Vol.7)
- 2009 : "Thank You Santa" (Phineas and Ferb Christmas Vacation)
- 2010 : "Stand Out" (Disneymania 7)
- 2010 : "I'm So Me" (avec VA Streetz)
- 2010 : "Top of the World" (avec Doc Shaw pour Pairs of Kings)

## Vidéos
- 2008 : "Lean on Me" (Radio Disney Jams 10)
- 2008 : "If I Didn't Have You" (avec Emily Osment) (Disney Mania 6)
- 2008 : "The In Crowd" (Mitchel Musso)
- 2009 : "The Three Rs" (Schoolhouse Rock!-Earth)
- 2009 : "Let It Go" (avec Tiffany Thornton) (Radio Disney Jams 10)
- 2009 : "Hey" (Mitchel Musso)
- 2009 : "Shout It" (Mitchel Musso)
- 2010 : "Get Away" (Brainstorm)
- 2010 : "Got Your Heart" (Brainstorm)
- 2010 : "Celebrate" (Brainstorm)
- 2010 : "You Got Me Hooked" (Brainstorm)
- 2010 : "Just Go" (Brainstorm)

## Performances
1. "Rock Track"
2. "Let's Go"
3. "Revolution"
4. "You're from Above"
5. "Make It Up to You"
6. "Wasn't Your Girlfriend"
7. "My Best Friend"
8. "Hollywood Girl"
9. "License for Love"
10. "Red Carpet"
11. "White Striped Gloves"
12. "Just Chill"
13. "Ready to Go?"
14. "Leavin'"
15. "Green Light"